# Ruhororo
Ruhororo es una comuna de la provincia de Ngozi en Burundi. En agosto de 2008 tenía una población censada de 62 637 habitantes.
Se encuentra ubicada al norte del país, cerca de la frontera con Ruanda. 